# Ishigaki
Ishigaki (石垣市, Ishigaki-shi) est une ville située dans la préfecture d'Okinawa, au Japon.

## Géographie
Les îles Senkaku, inhabitées et revendiquées par la Chine et Taïwan, dépendent administrativement de la ville japonaise d'Ishigaki.

### Situation
Ishigaki est située sur la côte méridionale de l'île d'Ishigaki, dans la sous-préfecture de Yaeyama (préfecture d'Okinawa), au Japon.

### Démographie
En février 2025, la ville d'Ishigaki rassemblait 49 746 habitants.

### Climat
| Mois                                             | jan.      | fév.      | mars      | avril     | mai       | juin      | jui.      | août      | sep.      | oct.      | nov.      | déc.     | année     |
| ------------------------------------------------ | --------- | --------- | --------- | --------- | --------- | --------- | --------- | --------- | --------- | --------- | --------- | -------- | --------- |
| Température minimale moyenne (°C)                | 16,7      | 17,2      | 18,6      | 21,3      | 23,9      | 26,6      | 27,7      | 27,3      | 26        | 23,9      | 21,5      | 18,4     | 22,4      |
| Température moyenne (°C)                         | 18,9      | 19,4      | 20,9      | 23,4      | 25,9      | 28,4      | 29,6      | 29,4      | 28,2      | 26        | 23,6      | 20,5     | 24,5      |
| Température maximale moyenne (°C)                | 21,5      | 22        | 23,7      | 26        | 28,7      | 30,9      | 32,2      | 32        | 31        | 28,8      | 26,2      | 23       | 27,2      |
| Record de froid (°C) date du record              | 6 1918    | 5,9 1918  | 7,2 1918  | 10 1943   | 11,2 1917 | 16,5 1926 | 20 1924   | 17,4 1903 | 17,2 1921 | 14 1927   | 7,1 1922  | 6,6 1919 | 5,9 1918  |
| Record de chaleur (°C) date du record            | 27,8 1897 | 29,1 1898 | 29,4 1912 | 32,9 1900 | 33,7 1900 | 34,6 2007 | 35,3 2006 | 35,6 2017 | 35,4 1899 | 33,2 1899 | 30,9 1898 | 29 1899  | 35,6 2017 |
| Ensoleillement (h)                               | 84,7      | 91,3      | 118,1     | 130,3     | 164,3     | 212,9     | 261       | 232,9     | 189,9     | 157,6     | 115,3     | 89,3     | 1 852,5   |
| Précipitations (mm)                              | 135       | 124       | 134,4     | 146,9     | 190,7     | 208,2     | 142,3     | 249,8     | 259,7     | 211,2     | 138,1     | 155,2    | 2 095,5   |
| Nombre de jours avec précipitations              | 12,3      | 9,8       | 9,7       | 8,8       | 9,2       | 8,4       | 8,6       | 11,6      | 11,3      | 10,8      | 10,8      | 12,3     | 123,5     |
| dont nombre de jours avec précipitations ≥ 10 mm | 4,6       | 3,7       | 3,4       | 3,5       | 4,3       | 3,8       | 2,8       | 5         | 5,1       | 4,1       | 3,8       | 4        | 48,1      |
| Humidité relative (%)                            | 72        | 73        | 74        | 77        | 79        | 81        | 77        | 78        | 76        | 73        | 73        | 71       | 75        |

| Diagramme climatique                                  |           |               |             |               |               |               |             |           |               |               |             |
| J                                                     | F         | M             | A           | M             | J             | J             | A           | S         | O             | N             | D           |
| 21,516,7135                                           | 2217,2124 | 23,718,6134,4 | 2621,3146,9 | 28,723,9190,7 | 30,926,6208,2 | 32,227,7142,3 | 3227,3249,8 | 3126259,7 | 28,823,9211,2 | 26,221,5138,1 | 2318,4155,2 |
| Moyennes : • Temp. maxi et mini °C • Précipitation mm |           |               |             |               |               |               |             |           |               |               |             |

## Économie
Depuis 2016, Euglena (entreprise) produit 60 tonnes d'euglena par an (pour produire de l'algocarburant) sur l'île d'Ishigaki.

## Patrimoine culturel et naturel
La ville d’Ishigaki compte cent-onze éléments désignés ou enregistrés comme patrimoine matériel, culturel ou naturel, au niveau national, préfectoral ou municipal. 
- Nom (japonais) (type d’enregistrement)

### Patrimoine matériel
- Ancienne résidence Miyara Dunchi (旧宮良殿内?) (National)
- Ancienne tombe de la famille Waukei (旧和宇慶家墓?) (National)
- Archives de la guilde des marins de l’île Yaeyama par Tomigawa Uēkata (富川親方八重山島船手座例帳?) (Municipal)
- Archives de la famille Miyagi Shin'yū (étiquette funéraire) (宮城信勇家覚 (葬札)?) (Municipal)
- Archives publiques des villages de l’île Yaeyama par Tomigawa Uēkata (village de Kabira) (富川親方八重山島諸村公事帳 (川平村)?) (Municipal)
- Archives publiques des villages de l’île Yaeyama par Tomigawa Uēkata (village de Komi) (富川親方八重山島諸村公事帳 (古見村)?) (Municipal)
- Archives publiques des villages de l’île Yaeyama par Tomigawa Uēkata (village de Tōzato) (富川親方八重山島諸村公事帳 (桃里村)?) (Municipal)
- Archives publiques du responsable des entrepôts de l’île Yaeyama par Tomigawa Uēkata  (富川親方八重山島蔵元公事帳?) (Municipal)
- Carnets des Îles Yaeyama par Tomigawa Uēkata (village de Kabira) (富川親方八重山島諸締帳 (川平村)?) (Municipal)
- Carnets des Îles Yaeyama par Tomigawa Uēkata (village de Miyara) (富川親方八重山島諸締帳 (宮良村)?) (Municipal)
- Carte stellaire (星圖?) (Municipal)
- Catalogue de motifs textiles (御絵図?) (Municipal)
- Documents de la famille Takehara (竹原家文書?) (Municipal)
- Documents de la famille Yasumura (安村家文書?) (Municipal)
- Esquisses par le Maître Kuramoto  (蔵元絵師の画稿?) (Préfectoral)
- Esquisses par le Maître Yaeyama Kuramoto (fonds Miyara Ansen)  (八重山蔵元絵師画稿類（宮良安宣旧蔵）?) (Préfectoral)
- Inscription sur tuile (瓦証文?) (Municipal)
- Ishigaki Yaima Mura : Ancienne résidence de la famille Kishaba (bâtiment principal) (石垣やいま村旧喜舎場家住宅主屋?) (National)
- Ishigaki Yaima Mura : Ancienne résidence de la famille Ōhama (bâtiment principal) (石垣やいま村旧大浜家住宅主屋?) (National)
- Lettre de remerciements adressée à Tamayose Sonhan pour l’opération de secours des îles Senkaku (玉代勢孫伴宛尖閣列島遭難救護の感謝状?) (Municipal)
- Lettre de remerciements adressée à Toyokawa Zensa pour l’opération de secours des îles Senkaku (豊川善佐宛尖閣列島遭難救護の感謝状?) (Municipal)
- Livres d’agriculture de l’île Yaeyama par Yoseyama Uēkata (与世山親方八重山島農務帳?) (Municipal)
- Mandat de nomination de Chōchi du clan San'yō au poste de Ufushuiufuyaku (山陽氏長致宛大首里大屋子職補任辞令書?) (Municipal)
- Mandat de nomination de Chōen du clan San'yō au poste de Ufushuiufuyaku (山陽氏長演宛大首里大屋子職補任辞令書?) (Municipal)
- Mandat de nomination de Chōhō du clan San'yō au poste de Ufushuiufuyaku (山陽氏長房宛大首里大屋子職補任辞令書?) (Municipal)
- Mandat de nomination de Chōki du clan San'yō au poste de Ufushuiufuyaku (山陽氏長季宛大首里大屋子職補任辞令書?) (Municipal)
- Mandat de nomination de Chōyū du clan San'yō au poste de Ufushuiufuyaku (山陽氏長有宛大首里大屋子職補任辞令書?) (Municipal)
- Mandat de nomination de Ken'ei du clan Karin au poste de Ufushuiufuyaku (夏林氏賢永宛大首里大屋子職補任辞令書?) (Municipal)
- Mandat de nomination de Ken'ei du clan Karin au poste de Ufushuiufuyaku (夏林氏賢栄宛大首里大屋子職補任辞令書?) (Municipal)
- Mandat de nomination de Kenhō du clan Karin au poste de Ufushuiufuyaku (夏林氏賢保宛大首里大屋子職補任辞令書?) (Municipal)
- Mandat de nomination de Kensoku du clan Karin au poste de Ufushuiufuyaku (夏林氏賢則宛大首里大屋子職補任辞令書?) (Municipal)
- Mandat de nomination de Mahinama, belle-fille de l’Ōamu de l’Île Yaeyama, au poste d’Ōamu (avec généalogie du clan San'yō en pièce-jointe) (八重山嶋大阿母前阿母嫁まひなまへの大阿母補任辞令書(付山陽姓系図家譜)?) (Municipal)
- Mandat de nomination de Shinpan du clan Chōei au poste de Ufushuiufuyaku (長栄氏真般宛大首里大屋子職補任辞令書?) (Municipal)
- Mandat de nomination de Tōen du clan Matsumō au poste de Ufushuiufuyaku (松茂氏當演宛大首里大屋子職補任辞令書?) (Municipal)
- Mandat de nomination de Tōkatsu du clan Matsumō au poste de Ufushuiufuyaku (松茂氏當克宛大首里大屋子職補任辞令書?) (Municipal)
- Mandat de nomination de Tōsō du clan Matsumō au poste de Ufushuiufuyaku (松茂氏當宗宛大首里大屋子職補任辞令書?) (Municipal)
- Mandat de nomination d’Intsumei, fille de la précédente Ōamu de l’Île Yaeyama, au poste d’Ōamu (avec généalogie du clan San'yō en pièce-jointe) (八重山嶋大阿母女子いんつめいへの大阿母補任辞令書(付山陽姓系図家譜)?) (Municipal)
- Monnaies chinoises Kai Yuan Tong Bao trouvées dans l’amas coquillier de Sakieda Akazaki (崎枝赤崎貝塚出土開元通宝?) (Municipal)
- Portrait de Miyahira Chōen, couleur sur papier  (紙本着色宮平長延画像?) (Préfectoral)
- Portrait de Tō Nintaku (Chinen Satonushi Pēchin Seigyō), couleur sur papier  (紙本着色東任鐸 (知念里之子親雲上政行) 画像?) (Préfectoral)
- Registre des paiements des taxes par tête du village de Uehara (上原村人頭税請取帳?) (Municipal)
- Résidence de la famille Iritakenishi (bâtiment principal, maigusuku, mur de pierres, puits) (入嵩西家住宅 (主屋・マイグスク・石垣・井戸)?) (National)
- Résidence de la famille Tokuyama (bâtiment principal, furiyā, puits, mur de pierres (渡久山家住宅 (主屋・フリヤー・井戸・石垣)?) (National)
- Sanctuaire Gongen-dō (権現堂?) (National)
- Site sacré d’Akairome Miyatori On / Āra On (赤イロ目宮鳥御嶽?) (Municipal)
- Site sacré de Misaki On / Mishagi On (美崎御嶽?) (Préfectoral)
- Statue du dieu Niō du temple Tōrin-ji  (桃林寺仁王像?) (Préfectoral)
- Stèle de la tombe des coolies chinois (唐人墓碑?) (Municipal)
- Temple Hō-an-den de l’école primaire de Tonoshiro (旧登野城尋常高等小学校の奉安殿?) (Municipal)
- Tombe d’Akanmashū (赤馬主の墓?) (Municipal)
- Tombe de la famille Nagata (長田家の古墓?) (Municipal)
- Yaeyama Minzoku-en : Ancienne résidence de la famille Makishi (bâtiment principal) (八重山民俗園旧牧志家住宅主屋?) (National)
- Yaeyama Minzoku-en : Ancienne résidence de la famille Morita (bâtiment principal) (八重山民俗園旧森田家住宅主屋?) (National)

### Patrimoine ethnologique
- Boussole feng-shui (風水指南針?) (Municipal)
- Livres des drapeaux hatagashira du village d’Arakawa (Ishigaki Shikamura) (石垣四箇村 新川の旗頭本?) (Préfectoral)
- Livres des drapeaux hatagashira du village d’Ishigaki (Ishigaki Shikamura) (石垣四箇村 石垣の旗頭本?) (Préfectoral)
- Livres des drapeaux hatagashira du village d’Ōhama (大浜村旗頭本?) (Municipal)
- Livres des drapeaux hatagashira du village d’Ōkawa (Ishigaki Shikamura) (石垣四箇村 大川の旗頭本?) (Préfectoral)
- Livres des drapeaux hatagashira du village de Tonoshiro (Ishigaki Shikamura) (石垣四箇村 登野城の旗頭本?) (Préfectoral)
- Masques Angama du village de Tonoshiro (登野城のアンガマ面?) (Municipal)
- Site sacré de Kubantu On (小波本御嶽?) (Municipal)
- Masques de Mayun-ganashi (マユンガナシの面?) (Municipal)
- Site sacré de Miyatori On (宮鳥御嶽?) (Municipal)
- Site sacré de Nusuku On (野底御嶽?) (Municipal)
- Site sacré d’Iyanasu On (米為御嶽?) (Municipal)
- Site sacré (On) des vestiges du village de Yasura (安良村跡の御嶽?) (Municipal)

### Sites historiques
- Amas coquillier de Kabira (川平貝塚?) (National)
- Bâtiment du câble transocéanique (bureau du télégramme) (海底電線陸揚室跡 (電信屋)?) (Préfectoral)
- Restes de la montagne Ishisukuyama (石城山残丘部?) (Municipal)
- Ruines des fours de Fūshinā (黒石川窯跡?) (Municipal)
- Site de Furusutobaru (フルスト原遺跡?) (National)
- Site de la grotte de Shiraho Saonetabaru (白保竿根田原洞穴遺跡?) (National)
- Site de Tomino (富野遺跡?) (Municipal)
- Site de Tōzato Onda (桃里恩田遺跡?) (Préfectoral)
- Site d’Ōtabaru (大田原遺跡?) (Municipal)
- Site du village de Hirae Arasuku (平得アラスク村遺跡?) (Préfectoral)
- Site sacré (On) des vestiges de l’ancien village de Moriyama (旧盛山村跡の御嶽?) (Municipal)
- Sites de Nagura-shiramizu en relation avec la seconde guerre mondiale (名蔵白水の戦争遺跡群?) (Municipal)
- Source de Yumutsin-gā (世持井戸?) (Municipal)
- Source (sacrée) d’Adadunā (アダドゥナー?) (Municipal)
- Source (sacrée) de Majan-gā (真謝井戸?) (Municipal)
- Source (sacrée) de Painā-kā (パイナーカー?) (Municipal)
- Temple Fusaki Kan'non-dō et ses alentours  (冨崎観音堂及びその周辺?) (Municipal)
- Tombe du seigneur Han'nā-shū (ハンナー主の墓?) (Municipal)
- Tours de guets et feux d’alarme de Sakishima : Feu d’alarme de Kabira (先島諸島火番盛　遠見番所 (川平火番盛)?) (National)
- Tours de guets et feux d’alarme de Sakishima : Tour de guet de Hirakubo (先島諸島火番盛　遠見番所 (平久保遠見台)?) (National)
- Troisième Ficus superba de Nakadō  (仲道の三番アコウ?) (Municipal)

### Lieux de beauté pittoresque
- Baie de Kabira et Mont Omoto (川平湾及び於茂登岳?) (National)
- Cap Ugan  (御神崎?) (National)
- Jardins de la résidence Miyara Dunchi (宮良殿内庭園?) (National)
- Jardins du Clan Ishigaki  (石垣氏庭園?) (National)
- Jardins du Clan Nakamoto (仲本氏庭園?) (National)

### Monuments naturels
- Cabrillet (Ehretia dichotoma) du site sacré de Kumō On (小浜御嶽のリュウキュウチシャノキ?) (Municipal)
- Cabrillet (Ehretia dichotoma) du site sacré de Miyatori On (宮鳥御嶽のリュウキュウチシャノキ?) (Préfectoral)
- Communauté de bois bleu (Hernandia nymphaeifolia) de Hirakubo (平久保安良のハスノハギリ群落?) (National)
- Communauté de mangrove de la rivière Fukidō-gawa (吹通川のヒルギ群落?) (Municipal)
- Communauté de palmiers Satakentia liukiuensis de Yonehara (米原のヤエヤマヤシ群落?) (National)
- Communauté de toto margots (Heritiera littoralis) de Ntanāra (ンタナーラのサキシマスオウノキ群落?) (National)
- Forêt de mangrove de la rivière Miyara-gawa (宮良川のヒルギ林?) (National)
- Forêt littorale subtropicale du site sacré de Nebaru On dans le village de Nakasuji (仲筋村ネバル御嶽の亜熱帯海岸林?) (Préfectoral)
- Habitat du cerisier de Taiwan (Prunus campanulata) de la rivière Ara-gawa (荒川のカンヒザクラ自生地?) (National)
- Habitat du palissandre de Yaeyama (Pterocarpus vidalianus) de Nosoko (野底のヤエヤマシタン自生地?) (Municipal)
- Montagnes Dai-mangē, Shō-mangē et Chū-mangē (大マンゲー・小マンゲー・中マンゲー?) (Municipal)
- Palissandre de Yaeyama (Pterocarpus vidalianus) de Hirakubo (平久保のヤエヤマシタン?) (National)
- Rangée de takamaka (Calophyllum inophyllum) de Miyaha-hamagawabaru (宮良浜川原のヤラブ（テリハボク）並木?) (Municipal)
- Rochers de raz-de-marée de la côte est d’Ishigaki : Rocher Amatariya Sūari (石垣島東海岸の津波石群　あまたりや潮荒?) (National)
- Rochers de raz-de-marée de la côte est d’Ishigaki : Rocher Bariishi (石垣島東海岸の津波石群　バリ石?) (National)
- Rochers de raz-de-marée de la côte est d’Ishigaki : Rocher Takakoruseishi (石垣島東海岸の津波石群　高こるせ石?) (National)
- Rochers de raz-de-marée de la côte est d’Ishigaki : Rocher Tsunami Ufushi (石垣島東海岸の津波石群　津波大石?) (National)
- Rochers de raz-de-marée de la côte est d’Ishigaki : Rocher Yasura Ufukane (石垣島東海岸の津波石群　安良大かね?) (National)
- Sédiments carbonnés de la vallée de Fumidagāra (フミダカーラ流域の炭酸塩堆積物?) (Municipal)